# (17038) Wake
(17038) Wake ist ein Asteroid des Hauptgürtels, der am 26. März 1999 vom australischen Amateurastronomen John Broughton an seiner privaten Sternwarte, dem Reedy-Creek-Observatorium (IAU-Code 428), in Queensland, Australien entdeckt wurde.
Der Asteroid wurde nach der in Neuseeland geborenen britischen Saboteurin und Widerstandskämpferin Nancy Wake (1912–2011) benannt, die im Zweiten Weltkrieg als Koordinatorin und Anführerin einer französischen Widerstandsgruppe tätig war.